# 小行星6376
小行星6376（英語：6376 Schamp）是一颗围绕太阳公转的小行星。1987年5月29日，卡罗琳·舒梅克、尤金·舒梅克在帕洛马山发现了此天体。
这颗小行星的绝对星等为123.01640等。